# Le prove di Shazam!
Le prove di Shazam! (The Trials of Shazam!) è un fumetto pubblicato dalla DC Comics dal 2006 al 2008. La serie limitata di 12 numeri, scritta da Judd Winick e illustrata da Howard Porter e Mauro Cascioli, fu poi ristampata in tre volumi. La storia fu un tentativo di aggiornare Capitan Marvel per un pubblico più giovanile. Il fumetto ricevette critiche miste e i cambiamenti del franchise furono soppressi poco dopo la conclusione della serie.

## Sviluppo
Negli anni che portarono alla pubblicazione di Le Prove di Shazam!, la DC Comics promosse il personaggio di Capitan Marvel in altri fumetti per generare interesse nei lettori. La storia della serie limitata seguì elementi di trame introdotte in Crisi infinita (2005), Il Giorno della Vendetta (2005), e l'auto-conclusivo Brave New World (2006). Lo scrittore Judd Winick concepì la storia per aggiornare il personaggio, che fu pressoché invariato fin dalla sua creazione negli anni '40 e che fu visto da molte persone come una copia di scarsa qualità di Superman; l'aggiornamento incluse il cambiamento dai crimini regolari a quelli magici, rimuovendo alcuni degli elementi più banali e inserendo Capitan Marvel Jr. come protagonista.
Le illustrazioni furono inizialmente affidate a Howard Porter, che iniziò a utilizzare l'approccio del disegno digitale per la prima volta nella sua carriera professionale. Questa tecnica gli permetteva di fare a meno dell'aiuto di un inchiostratore o di un colorista, e quindi fu un problema per lui rispettare le scadenze di pubblicazione. Il quinto numero fu ritardato da febbraio 2007 a marzo, e anche il settimo numero uscì con un mese di ritardo. Questi problemi furono aggravati quando Porter ebbe un grave incidente al pollice della mano che utilizzava per disegnare e che richiese un periodo di ingessatura, e limitò permanentemente il suo lavoro. Porter fu rimpiazzato da Mauro Cascioli nel decimo numero, con data di copertina "gennaio 2008", tre mesi dopo l'uscita del n. 9. Il numero finale, invece, fu pubblicato con pubblicazione bimensile.
Fu stimato che il primo numero della serie vendette un ammontare di 50 500 copie, ma all'arrivo dell'ultimo numero, le vendite calarono circa della metà. La DC ristampò i primi sei numeri in una raccolta cartonata nel giugno 2007. I numeri restanti furono raccolti in un secondo volume pubblicato nel luglio 2008. Tutti e 12 i numeri furono ristampati in un unico volume nel 2019. Era stata pianificata una serie mensile a lungo termine, se la serie avesse avuto successo. Invece, i cambiamenti di Winick al franchise furono di breve durata, venendo a scadere in una storia di JSA nel 2009
.

## Trama
Durante la Crisi Infinita, il Mago Shazam fu distrutto dallo Spettro, che dichiarò guerra alla magia. Quando la Roccia dell'Eternità fu distrutta, Capitan Marvel Jr. e Mary Marvel persero i propri poteri. Capitan Marvel assunse il ruolo di Shazam come custode della Roccia dell'Eternità, ora sotto il nome di "Lord Marvel". Marvel inviò il non-potenziato Freddy Freeman in una ricerca perché si dimostrasse degno di rimpiazzare Capitan Marvel. Ognuno dei sei dèi contribuì con i suoi poteri - Salomone, Ercole (Hercules in lingua originale), Atlante, Zeus, Achille e Mercurio - e si presentarono a Freddy con delle sfide. Se egli le avesse completate con successo, si sarebbe potuto avvalere del potere particolare di quel dio. Se avesse completato tutte e sei le missioni, avrebbe assunto il nome di Shazam. Zareb Babak, un necromante retrocesso, servì da guida per Freddy durante le sue prove. Nel frattempo, un'oscura organizzazione nota come il Consiglio di Merlino mandò avanti un proprio candidato per le stesse identiche missioni, una maga creola di nome Sabina. Se lei avesse vinto le prove, sarebbe stata lei a ottenere il potere di Shazam.
Freddy e Sabina completarono in numero uguale alcune prove, alla fine eguagliandosi in potenza in quanto ognuno si guadagnò i vari poteri degli dei. Quando Sabina uccise Atlante prima che la sua prova fosse completata, Zareb fu costretto a chiedere ad Apollo di prenderne il posto tra i sei dei che compongono il nome di Shazam. La competizione terminò in una grande battaglia. Freddy, Marvel e la Justice League si batterono contro Sabina e un'armata di demoni chiamati dal mago Merlino. Quando fu pronto a sacrificarsi, Freddy si dimostrò degno di possedere il potere di Zeus, e Zareb si rivelò essere Zeus sotto false spoglie. Freddy disse la parola magica "Shazam" e ottenne i suoi pieni poteri, ora guadagnandosi anche il nuovo nome di "Shazam".

## Accoglienza
Il fumetto ricevette recensioni discordanti da parte dei critici, con una media di 6.7 su 10 secondo il Comic Book Roundup. Sia Comic Book Resources che il Comics Bulletin criticarono i dialoghi di Winick e il ritmo narrativo Il lavoro artistico di Porter fu criticato dal Comic Book Resources per essere "chiaramente [...] un lavoro in corso", mentre il Comics Bulletin affermò che era carino ma inappropriato per una storia d'azione. Cascioli fu visto infine come un miglioramento, ma non sufficiente abbastanza da salvare una storia deludente.